# 朱利斯·歐納
朱利斯·歐納（英語：Julius Onah，1983年2月10日—），奈及利亞裔美國男導演、編劇、製片人和演員，知名作品如電影《科洛弗悖論》（2018年）、《盧斯的秘密》（2019年）及《美國隊長：無畏新世界》（2025年）。

## 早期生活
朱利斯·歐納生於奈及利亞贝努埃州马库尔迪。曾在菲律賓、尼日利亞、多哥和英國長大，之後隨外交官父親阿多加·歐納搬到美國維吉尼亞州阿靈頓縣。他從當地華盛頓李高中畢業後，在康涅狄格州米德尔敦維思大學獲得戲劇學士學位。之後於紐約大學蒂施藝術學院完成了電影研究生課程的藝術碩士學位，並被選為院長研究員。歐納也是著名傑克·肯特·庫克基金會（Jack Kent Cooke Foundation）獎學金的獲得者。
歐納的雙胞胎兄弟安東尼也是導演，首部執導電影為《代價》（2017年）。

## 作品列表
| 年份 | 標題                     | 導演 | 編劇 | 製片 | 附註 |
| ---- | ------------------------ | ---- | ---- | ---- | ---- |
| 2015 | 《陷入麻煩的女孩》       | 是   | 是   | 是   |      |
| 2018 | 《科洛弗悖論》           | 是   | 否   | 否   |      |
| 2019 | 《盧斯的秘密》           | 是   | 是   | 是   |      |
| 2025 | 《美國隊長：無畏新世界》 | 是   | 是   | 否   |      |

## 外部連結
- 朱利斯·歐納在互联网电影资料库（IMDb）上的資料（英文）
- 官方网站